# Undina
Undina (latinski unda: val) je legendarna vodena vila koja stječe ljudsku dušu tek preko braka s čovjekom, zavodnica je ribara i mornara uz pomoć svoje pjesme. Naziv potječe od Paracelsusa. Iz svijeta bajke, lik Undine postao je čest motiv u umjetnosti (Albert Lortzing, Ernst Theodor Amadeus Hoffmann; Friedrich de la Motte Fouqué).